# 한양에서 온 성춘향
"한양에서 온 성춘향"은 1963년 공개된 대한민국의 영화이다.

## 배역
- 신영균
- 서양희
- 조미령